# Daniel Drydenius
Daniel H. Drydenius, död 10 augusti 1710 i Adelövs församling i Jönköpings län, var en svensk präst.

## Biografi
Daniel Drydenius blev 1669 student vid Lunds universitet och prästvigdes i februari 1674. Han blev 1674 komminister i Algutsboda församling och 1681 kompanipräst vid Kalmar regemente. År 1688 blev han kyrkoherde i Adelövs församling, tillträde 1689. Drydenius avled 1710 i Adelövs församling.

### Familj
Drydenius gifte sig första gången med en dotter till kyrkoherden Petrus Andreae Schatelovius och Elin Mårtensdotter i Dädesjö församling. Drydenius gifte sig andra gången för 2 maj 1688 med en änka till en smed i Algutsboda församling.